# Ольшево (Мазовецьке воєводство)
Ольшево (пол. Olszewo) — село в Польщі, у гміні Журомін Журомінського повіту Мазовецького воєводства.
Населення — 267 осіб (2011).
У 1975-1998 роках село належало до Цехановського воєводства.

## Демографія
Демографічна структура станом на 31 березня 2011 року:
|          | Загалом | Допрацездатний вік | Працездатний вік | Постпрацездатний вік |
| -------- | ------- | ------------------ | ---------------- | -------------------- |
| Чоловіки | 136     | 30                 | 92               | 14                   |
| Жінки    | 131     | 24                 | 73               | 34                   |
| Разом    | 267     | 54                 | 165              | 48                   |